# Melanomys zunigae
Melanomys zunigae là một loài động vật có vú trong họ Cricetidae, bộ Gặm nhấm. Loài này được Sanborn mô tả năm 1949.